# Menhir von Notre-Dame-de-Bonne-Nouvelle

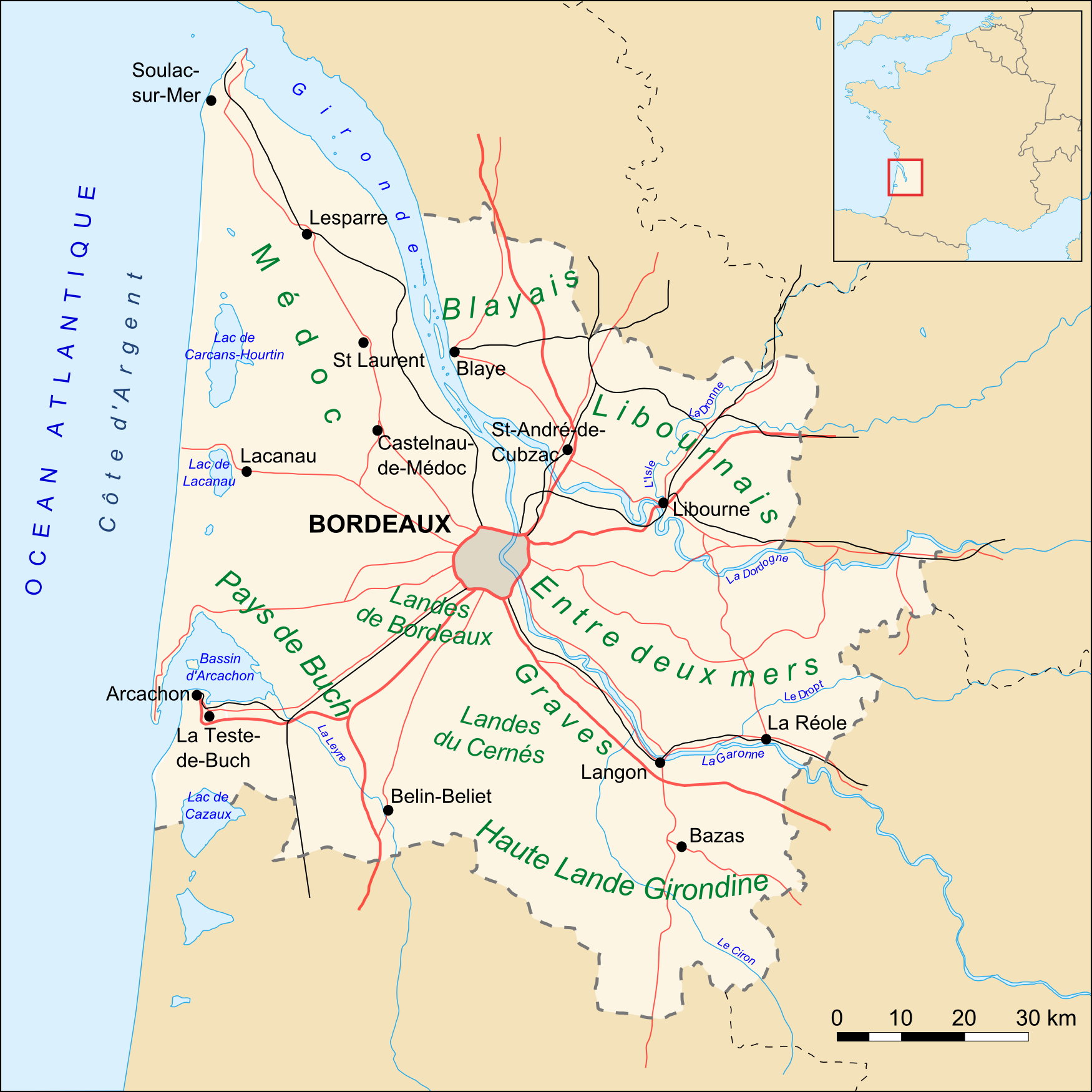
Karte

Der Menhir von Notre-Dame-de-Bonne-Nouvelle steht neben der Ruine einer alten Kapelle in der Nähe der Gamage-Quelle, westlich von Blasimon bei Libourne im Département Gironde in Frankreich.
1884 berichtete Léo Drouyn (1816–1896) von einem umgefallenen Menhir neben der Kapelle Notre-Dame-de-Bonne-Nouvelle sowie von weiteren Steinen, die möglicherweise eine Steinreihe mit dem Menhir bildeten. Die Kapelle sei an dieser Stelle errichtet worden, um einen heidnischen Kultplatz zu christianisieren. Die der Steinreihe zugeordneten Steine verschwanden Anfang des 20. Jahrhunderts und ein neben der Kapelle stehender, 1,45 m hoher Kalksteinblock galt bislang als der von Drouyn beschriebene Menhir. Nach Anne Hambücken, die die verschiedenen Quellen zum Menhir prüfte und Ortsbegehungen durchführte, handelt es sich dabei aber um einen anderen Stein unbekannter Herkunft.
In der Nähe steht der 1,65 m hohe (kleinere) der Menhir von Pontaret (auch La Grande Borne genannt).